# Río Piedras Pueblo
Río Piedras Pueblo (oficialmente «Pueblo») es un barrio ubicado en el municipio de San Juan del estado libre asociado de Puerto Rico. En el Censo de 2010 tenía una población de 8.720 habitantes y una densidad poblacional de 4.624,74 personas por km². Como muchos otros centros urbanos de Puerto Rico, Río Piedras Pueblo ha sufrido disminuciones poblacionales a lo largo de las últimas décadas. Teniendo en cuenta este hecho, el gobierno municipal ha propuesto (y no logró) un plan de desarrollo urbano denominado «Río Piedras 2012» cuyo efecto consiste en reconstruir una parte importante del centro urbano, principalmente en torno a la «Plaza de la Convalecencia» situado en el  Casco Urbano Río Piedras, donde se vio solo la remodelación de la plaza.
La sección bajo tierra del Tren Urbano con la estación subterránea Río Piedras se encuentra por debajo de la avenida Ponce de León al oeste del barrio.
Río Piedras Pueblo perteneció y fue el centro urbano administrativo del antiguo municipio de Río Piedras. 

## Geografía
Río Piedras Pueblo se encuentra ubicado en las coordenadas 18°23′38″N 66°2′52″O / 18.39389, -66.04778. Según la Oficina del Censo de los Estados Unidos, Río Piedras Pueblo tiene una superficie total de 1.89 km², que corresponden a tierra firme.

### Sub-barrios
El casco urbano de Río Piedras está dividido en enclaves de sub-barrios más pequeños, Río Piedras Pueblo extraoficialmente se divide en seis sectores conocidos como «sub-barrios» del antiguo municipio de Río Piedras (hasta 1951). 
- Buen Consejo
- Capetillo
- Monte Rey
- Río Piedras Antiguo
- Ubarri
- Venezuela

Aparte de estos sectores también cuenta con «Santa Rita» que se ubica al este de la avenida Ponce de León en Hato Rey Sur, que sin embargo se entrelaza con Río Piedras pueblo.

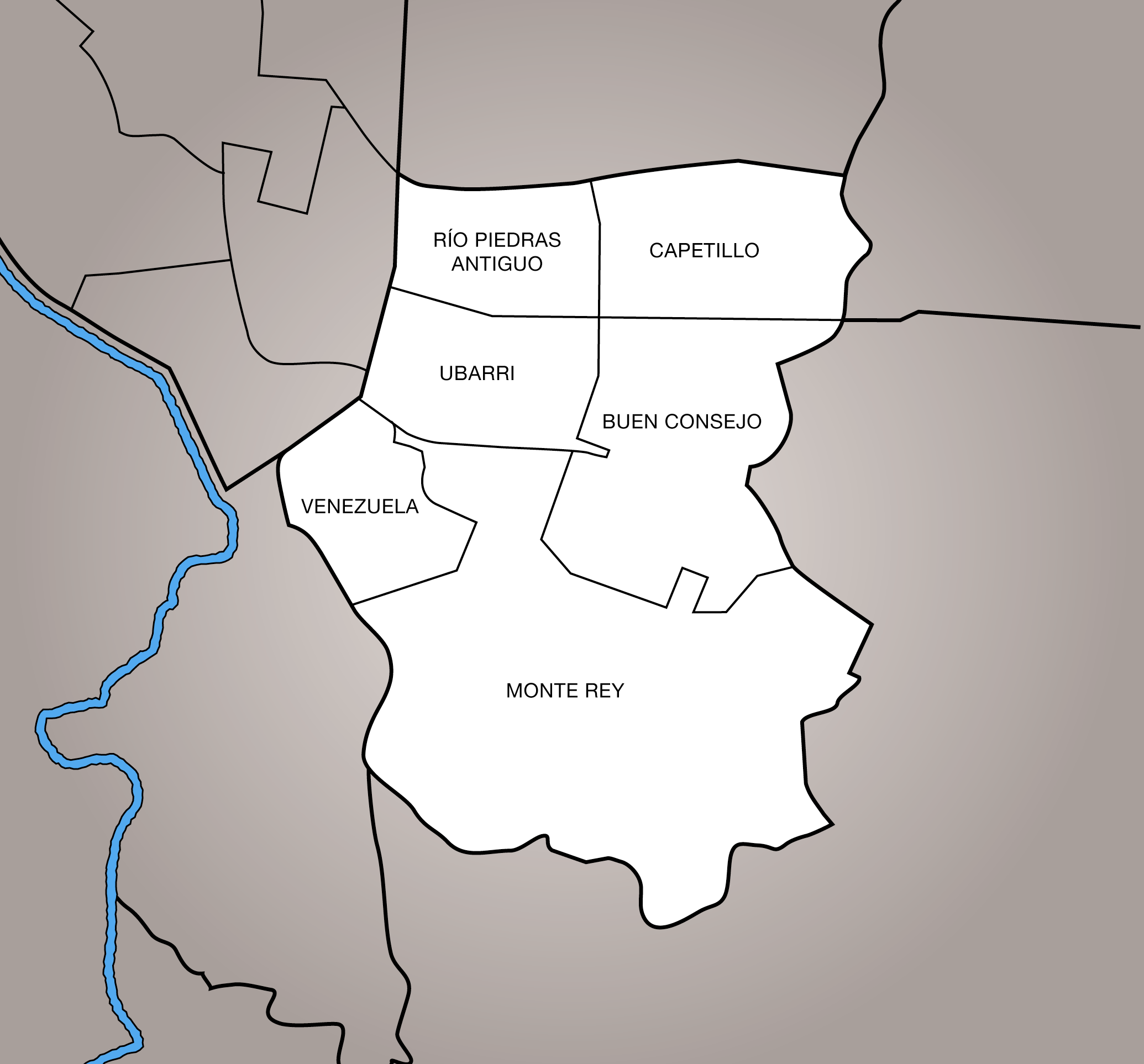
Sub-barrios de Río Piedras Pueblo

## Demografía
Según el censo de 2010, había 8.720 personas residiendo en Río Piedras Pueblo. La densidad de población era de 4.624,74 hab./km². De los 8.720 habitantes, Río Piedras Pueblo está compuesto por el 51.16% blancos, el 25.01% eran afroamericanos, el 1.33% eran amerindios, el 0.64% eran asiáticos, el 13.47% eran de otras razas y el 8.38% pertenecían a dos o más razas. Del total de la población el 98.43% eran hispanos o latinos de cualquier raza.